# Achille (Oklahoma)
Achille es un pueblo ubicado en el condado de Bryan en el estado estadounidense de Oklahoma. En el año 2010 tenía una población de 492 habitantes y una densidad poblacional de 492 personas por km².

## Geografía
Achille se encuentra ubicado en las coordenadas 33°50′5″N 96°23′25″O / 33.83472, -96.39028 (33.834640, -96.390185).

## Demografía
Según la Oficina del Censo en 2000 los ingresos medios por hogar en la localidad eran de $19,875 y los ingresos medios por familia eran $24,000. Los hombres tenían unos ingresos medios de $21,190 frente a los $14,904 para las mujeres. La renta per cápita para la localidad era de $11,324. Alrededor del 32.9% de la población estaban por debajo del umbral de pobreza.